# Elicotrema

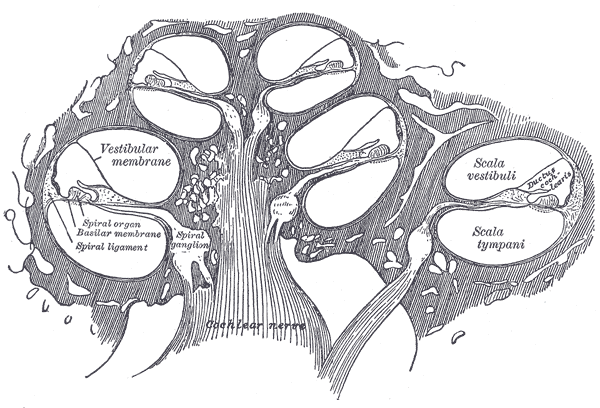
Struttura interna della coclea. Sono visibili la scala timpanica e la scala vestibolare.

L'elicotrema è una parte dell'orecchio interno dove vengono a incontrarsi le due cavità che compongono la coclea, ovvero la scala timpanica e la scala vestibolare attraverso le quali vengono trasmesse le onde di pressione a partire dall'orecchio medio.

## Etimologia
Il termine deriva dal greco antico ἕλιξ, ovvero spirale, e τρη̂μα, che significa foro.

## Funzione
La funzione principale dell'elicotrema è quella di mantenere in equilibrio la pressione della perilinfa contenuta nelle due scale.
A questo livello le cellule dell'organo del Corti percepiscono le frequenze sonore più basse.